# Гігантська компонента
Гігантська компонента — ефект, що виникає у схемах випадкового розміщення частинок в комірках при необмеженому збільшенні кількості частинок. Ефект полягає у тому, що майже всі частинки (у відсотковому стосунку) збираються в одній комірці.
Розглянемо узагальнену схему розташування n частинок у N комірках:
{\displaystyle \eta _{1}+\dots +\eta _{N}=n,\qquad (1)}
Позначимо через {\displaystyle \eta _{(1)}\leq \dots \leq \eta _{(N)}} варіаційний ряд випадкових величин {\displaystyle \eta _{1},\dots ,\eta _{N}}. Таким чином, {\displaystyle \;\eta _{(N)}} — максимальна компонента схеми (або максимальне число частинок в одной комірці), а {\displaystyle \;\eta _{(N-1)}} — наступна за величиною компонента.
Якщо при {\displaystyle n\to \infty } випадкова величина {\displaystyle \;\eta _{(N)}/n} має граничний розподіл, що не має накопичення в нулі, а {\displaystyle \;\eta _{(N-1)}/n} вироджується в нуль, то кажуть, що в схемі розміщення (1) виникає гігантська компонента.
Відомо, наприклад, що в класичній схемі розташування гігантської компоненти нема, а в логарифмічній схемі, що описує довжини циклів у випадковій підстановці, гігантська компонента виникає при {\displaystyle n\to \infty } так, що {\displaystyle \ln(n)/N\to \infty }, тобто за умови, що параметр {\displaystyle N} збільшується повільніше, ніж {\displaystyle ~\ln(n)}.